# São Gonçalo
För andra betydelser, se São Gonçalo (olika betydelser).
São Gonçalo är en stad och kommun i Brasilien och ligger i delstaten Rio de Janeiro. Staden ingår i Rio de Janeiros storstadsområde och har cirka 1 miljon invånare. São Gonçalo är den näst största staden i delstaten, efter huvudstaden.

## Administrativ indelning
Kommunen var år 2010 indelad i fem distrikt:
- Ipiiba
- Monjolo
- Neves
- São Gonçalo
- Sete Pontes

## Geografi

Central São Gonçalo i september 2015

Klimatet i São Gonçalo är tropiskt, med regniga somrar och relativt torra vintrar. Temperaturen varierar över året med en maxtemperatur upp till 40 °C på sommaren och ner till 10 °C på vintern. Vanligtvis är temperaturen mellan 25 och 35 °C.